# Przylądek Trafalgar

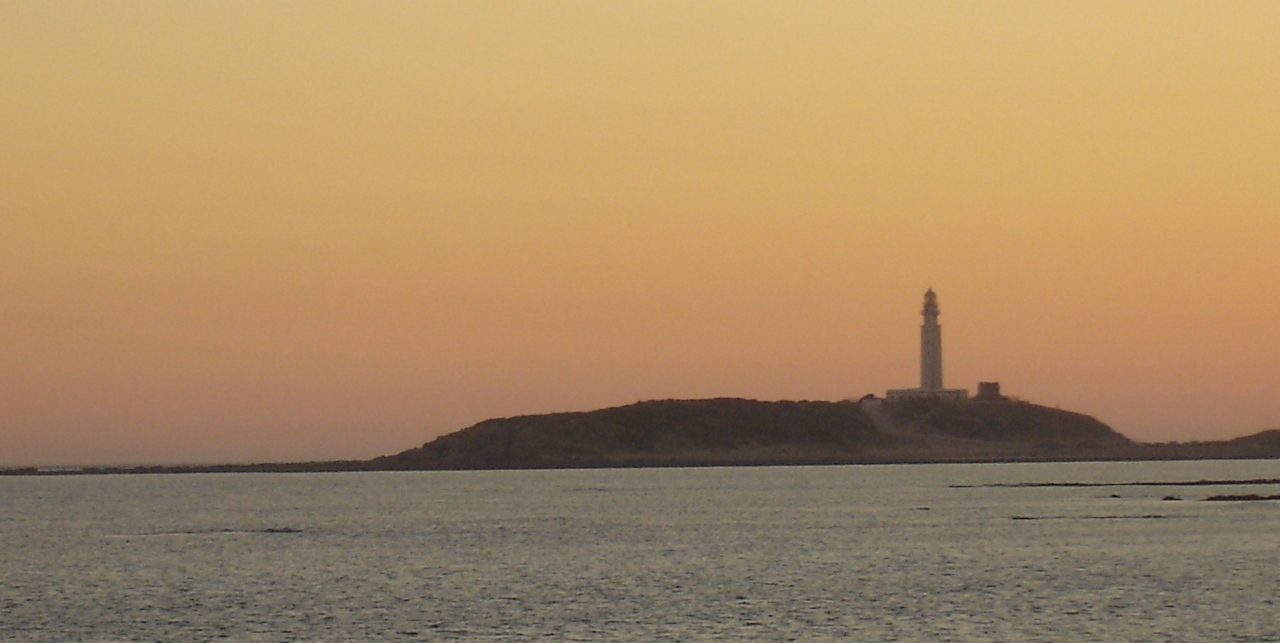
Przylądek Trafalgar

Trafalgar (arab. رأس الطرف الأغ, hiszp. Cabo Trafalgar) (36°11′N 6°02′W/36,183333 -6,033333) – przylądek w południowo-zachodniej części Hiszpanii, w prowincji Kadyks, na wybrzeżu Atlantyku. Jego nazwa wywodzi się z arabskiego Taraf al-Gharb, co oznacza Zachodni Przylądek.
21 października 1805 w okolicach tego przylądka rozegrała się jedna z najważniejszych bitew morskich okresu napoleońskiego pomiędzy flotą brytyjską a francusko-hiszpańską – bitwa pod Trafalgarem.